# Una historia de amor y oscuridad
Una historia de amor y oscuridad (en hebreo, סיפור על אהבה וחושך) es una novela autobiográfica del autor israelí Amos Oz, publicada en el 2002. Relata la vida de Oz y de su familia, comenzando en su niñez en Jerusalén, tras el fin del Mandato Británico en Palestina.
El libro ha sido traducido a 28 idiomas y ha vendido más de un millón de copias a nivel mundial.

## Sumario

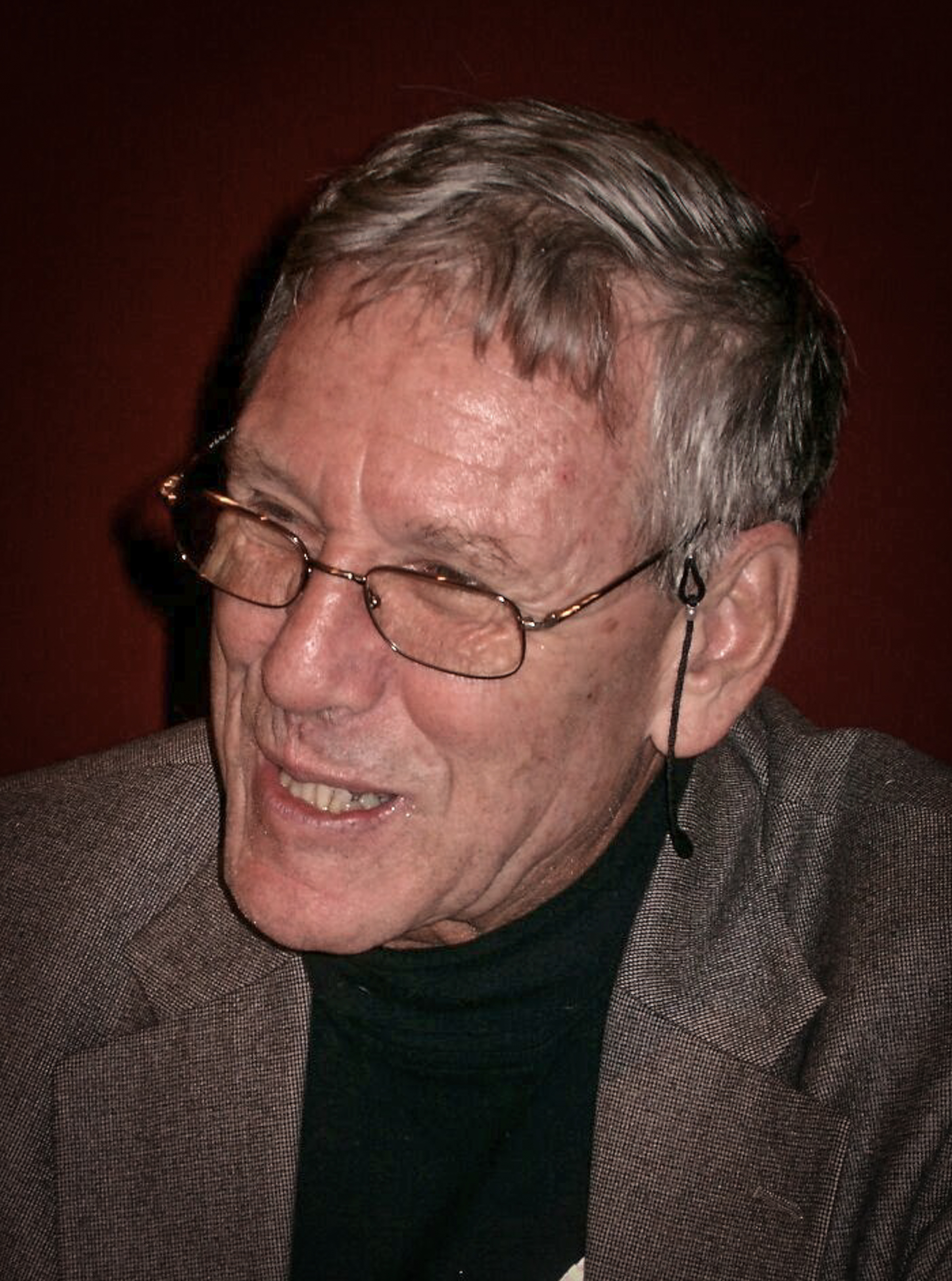
Amos Oz, autor y protagonista de la novela.

Oz relata su niñez en Jerusalén al final del Mandato Británico en Palestina y los primeros años del Estado de Israel, junto a sus años adolescentes en el kibbutz Hulda. Cuando era niño, su camino se cruzó con prominentes figuras de la sociedad israelí, como Shmuel Yosef Agnon, Shaul Tchernichovsky y David Ben-Gurion. Uno de sus profesores fue la poetisa israelí Zelda. Contada en un estilo no lineal, la historia de Oz se entrelaza con historias de las raíces europeas de su familia.

## Controversia
En marzo de 2011,Amos Oz envió al exlíder del grupo Tanzim encarcelado, Marwan Barghouti, una copia de su libro: A Tale of Love and Darkness, traducido al idioma árabe, con una dedicatoria personal escrita en hebreo: “Esta historia es nuestra historia, espero que usted la lea y nos entienda como nosotros le entendemos, espero verle afuera y en paz, suyo, Amos Oz ”. El gesto fue criticado por algunos miembros de partidos políticos de derecha, entre ellos la miembro de la Knesset y militante del partido Likud, Tzipi Hotovely.

## Premios y nominaciones
- 2005: Premio literario judío Quarterly-Wingate de no ficción
- 2005: Premio Literario Koret para libros judíos, en la categoría biografía, autobiografía o estudio literario

## Adaptaciones
La empresa productora de la actriz Natalie Portman compró los derechos cinematográficos del libro, y comenzó a grabar en el 2014 en Jerusalén. Portman fue la directora, la guionista y actuó también en el rol de la madre de Oz. La película tuvo su premier en el Festival de Cannes del 2015.